# Dynamena griffini
Dynamena griffini är en nässeldjursart som beskrevs av Edward Hargitt 1924. Dynamena griffini ingår i släktet Dynamena och familjen Sertulariidae. Inga underarter finns listade i Catalogue of Life.